# Ignacio Polanco
Ignacio Polanco Moreno (Madrid, 5 de noviembre de 1954) es presidente del Grupo Prisa, así como de Timón, S. A. y de Promotora de Publicaciones, S. L., sociedades poseedoras del 7% del capital de Prisa.
Licenciado en Económicas por la Universidad Complutense de Madrid y MBA por el Instituto de Empresa de Madrid, ha desarrollado su carrera profesional en Timón, y Prisa. Fue consejero del Grupo Santillana de Ediciones hasta 2000, y desde junio de ese mismo año, ejerció como adjunto a la presidencia de Prisa. En noviembre de 2006 fue designado vicepresidente, puesto que ocupó hasta su nombramiento como presidente en julio de 2007, tras la muerte de su padre, Jesús de Polanco.
Dentro del Grupo Prisa es presidente de El País, Unión Radio y la Cadena SER, y pertenece además al Consejo de Administración de Prisa TV. 